# Youssef Chaib
Youssef Chaib (Norvégia, 1996. augusztus 12. –) norvég labdarúgó, a Sandefjord csatárja.

## Pályafutása
Chaib Norvégiában született. Az ifjúsági pályafutását a Fredrikstad akadémiájánál kezdte.
2015-ben mutatkozott be a Trosvik felnőtt keretében. 2016-ban a Moss, majd 2018-ban a Fredrikstad szerződtette. 2019-ben a Kvik Haldenhez csatlakozott. 2020-ban a másodosztályban szereplő Strømmenhez igazolt. 2022. január 26-án kétéves szerződést kötött az első osztályban érdekelt Sandefjord együttesével. Először a 2022. május 8-ai, Vålerenga ellen 3–1-re elvesztett mérkőzés 62. percében, Franklin Nyenetue cseréjeként lépett pályára. Első gólját 2022. augusztus 7-én, a Viking ellen hazai pályán 2–2-es döntetlennel zárult találkozón szerezte meg.

## Statisztikák
2023. augusztus 6. szerint
| Klub       | Szezon   | Osztály     | Bajnokság | Bajnokság | Kupa  | Kupa | Nemzetközi | Nemzetközi | Összesen | Összesen |
| Klub       | Szezon   | Osztály     | Meccs     | Gól       | Meccs | Gól  | Meccs      | Gól        | Meccs    | Gól      |
| ---------- | -------- | ----------- | --------- | --------- | ----- | ---- | ---------- | ---------- | -------- | -------- |
| Strømmen   | 2020     | OBOS-ligaen | 26        | 6         | 0     | 0    | —          | —          | 26       | 6        |
| Strømmen   | 2021     | OBOS-ligaen | 11        | 1         | 0     | 0    | —          | —          | 11       | 1        |
| Strømmen   | Összesen | Összesen    | 37        | 7         | 0     | 0    | 0          | 0          | 37       | 7        |
| Sandefjord | 2022     | Eliteserien | 11        | 1         | 1     | 1    | —          | —          | 12       | 2        |
| Sandefjord | 2023     | Eliteserien | 9         | 1         | 0     | 0    | —          | —          | 9        | 1        |
| Sandefjord | Összesen | Összesen    | 20        | 2         | 1     | 1    | 0          | 0          | 21       | 3        |
| Összesen   | Összesen | Összesen    | 57        | 9         | 1     | 1    | 0          | 0          | 58       | 10       |